# Восточный округ (газета)
«Восто́чный о́круг» — еженедельная бесплатная окружная газета Восточного административного округа (ВАО) города Москвы. Выпускается ООО «РИЦ Северо-Восток». Периодичность — один раз в неделю. Издаётся в двух форматах: бумажном и электронном, являясь при этом наиболее высокотиражной из газет ВАО.
Учредитель и издатель:
- ООО «РИЦ Северо-Восток»[2].

Первый номер газеты вышел в свет 24 января 2013 года, и с этого момента газета издавалась тиражом 495 000 экземпляров. С начала 2014 года тираж увеличен до 505 000 экз., и эти сведения о тираже подтверждены данными Бюро тиражного аудита ABC. 
Основная тематика номеров газеты:
- информация о важнейших событиях в жизни ВАО и города Москвы;
- интервью с представителями городской, окружной администрации, с интересными людьми;
- материалы культурно-познавательного характера;
- рекламные материалы[3].

В каждом номере газеты «Восточный округ» — 16 цветных иллюстрированных страниц. Аудитория газеты составляет более полутора миллионов москвичей, проживающих на территории районов Восточного административного округа: Сокольники, Богородское, Метрогородок, Преображенское, Гольяново, Соколиная гора, Измайлово, Северное Измайлово, Восточное Измайлово, Восточный, Перово, Новогиреево, Ивановское, Вешняки, Новокосино, Косино-Ухтомский.
В 2013 году газета «Восточный округ» заняла второе место в номинации «Лучшая окружная газета» по итогам ежегодного городского смотра окружных и районных СМИ «Информируем из первых рук», проводимого Департаментом средств массовой информации и рекламы г. Москвы при участии Департамента территориальных органов исполнительной власти г. Москвы, пресс-службы Мэра и Правительства Москвы. 3 декабря 2014 года при подведении итогов очередного такого смотра газета вошла в шорт-лист номинации «Лучшая окружная газета», её интернет-портал «Восточный округ Онлайн» занял третье место в номинации «Лучший интернет-ресурс печатного средства массовой информации», а журналист газеты «Восточный округ» Анна Пестерева заняла второе место в номинации «Лучшая публикация о жизни города» — за серию публикаций на социальную тематику. 